# Masdevallia ventricosa
Masdevallia ventricosa är en orkidéart som beskrevs av Rudolf Schlechter. Masdevallia ventricosa ingår i släktet Masdevallia och familjen orkidéer. Inga underarter finns listade i Catalogue of Life.

## Bildgalleri

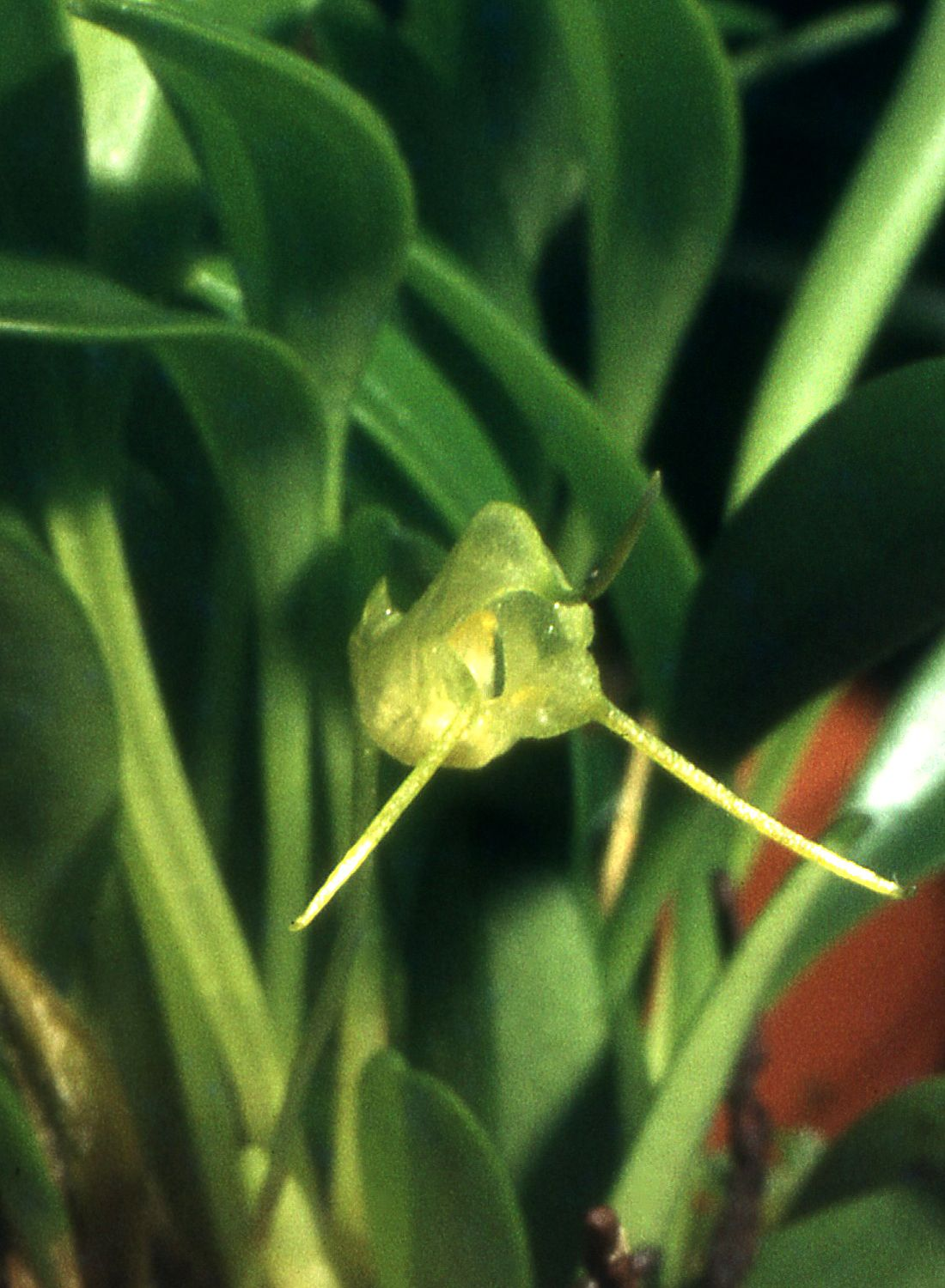
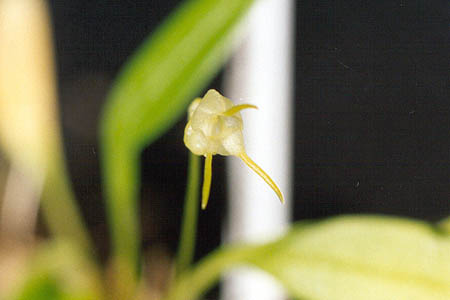
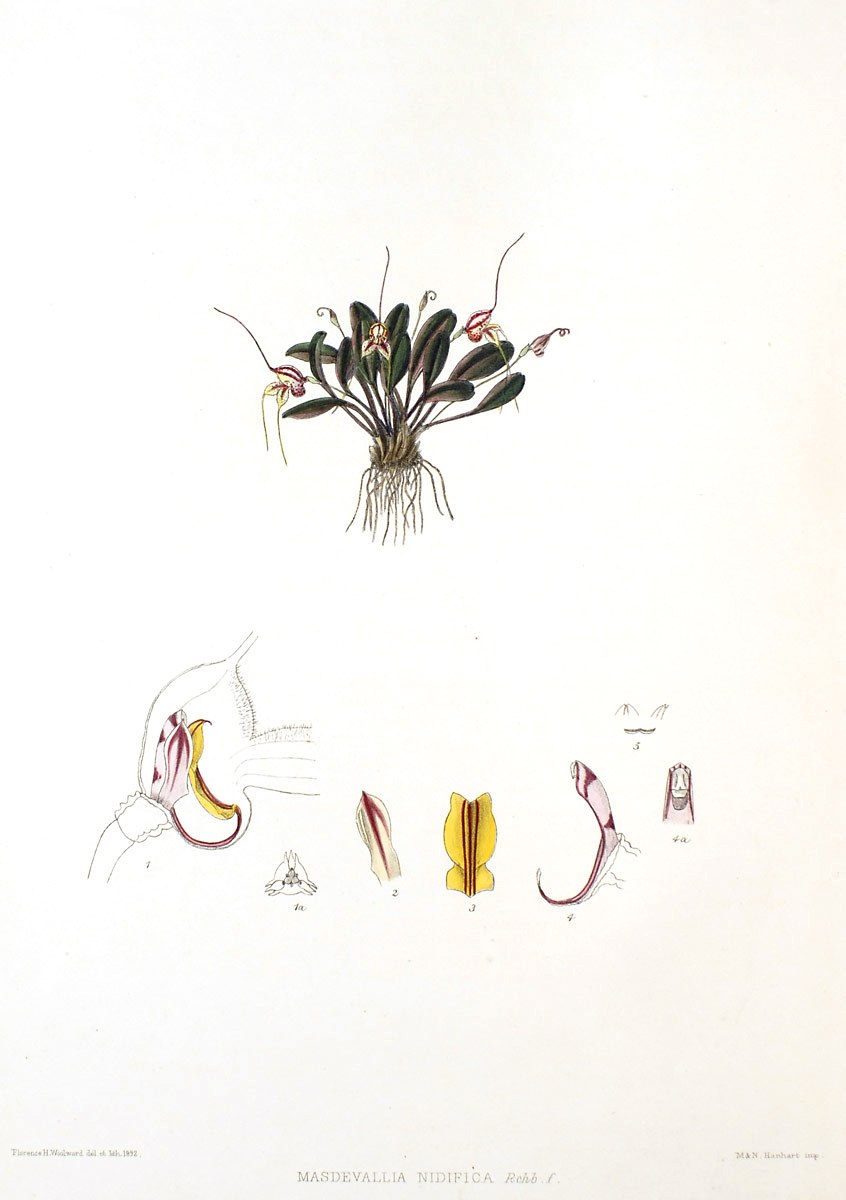